# Lèmur ratolí de MacArthur
El lèmur ratolí de MacArthur (Microcebus macarthurii) és una espècie de lèmur ratolí que només és conegut d'un sistema interfluvial de l'est del Parc Natural de Makira, a Madagascar. L'espècie fou anomenada en honor del fundador de la Fundació MacArthur, que finançà els estudis en què es descobrí aquesta espècie.